# Edna Harrington
Edna Harrington (Arkansas, 3 de agosto de 1904 — Belo Horizonte, 23 de maio de 1980) foi uma   cantora de música evangélica e missionária americana que viveu no Brasil entre as décadas de  1930 e  1980, atuando junto ao marido, o pastor Arnaldo Harrington na gestão do Colégio Batista de Belo Horizonte. Foi uma das primeiras mulheres evangélicas a gravarem música cristã no Brasil. Seu primeiro disco foi prensado em 1948 pela gravadora Atlas, ligada à Convenção Batista Brasileira, tendo alcançado na década de 1950 popularidade semelhante ao pastor Feliciano Amaral na divulgação em programas evangélicos de rádio, segundo a escritora Henriqueta Rosa Fernandes Braga em seu livro Música sacra evangélica no Brasil: contribuição à sua história.

## Discografia
Gravações em 78 rpm (Atlas)
- Tudo em Oração / Graça Real
- Oh Grande Eternidade (Dueto com Edith Bragança)
- Tão Perto / Porque tomou a cruz
- Auxilia-me, Senhor / Última Hora (Dueto com Feliciano Amaral)
- Ó Não Consintas Tristezas / Terás Vida em Olhar
- Campainhas de Ouro / Cristo Satisfaz
- Grandioso és Tu / Meu Redentor
- Toma-me as Mãos / Precioso é Jesus para mim
- O Amor de Deus / Conta-me a História
- Salvo por Jesus Cristo / Sê tu meu Guia
- Fala à minha alma / Deixa Ali

Gravações em LPs
- Edna Harrington e Conjunto Atlas (Atlas)
- Meu Brasil - O Evangelho de Jesus te quer Salvar (Atlas)

## Homenagem
Falecida em 23 de maio de 1980, a missionária e cantora hoje tem seu nome lembrado em uma praça do bairro do  Rio Branco, em Belo Horizonte, onde se localiza a Igreja Batista local.